# Реальний дукат
Реа́льний дука́т (нім. Speciesdukaten) — використовувана назва в торгівлі 18 століття дуката, яким необхідно було розраховуватися готівкою або чий золотий вміст повинен був оплачуватися за щоденним курсом.